# THIS IS Flower THIS IS BEST
《THIS IS Flower THIS IS BEST》是Flower的第一張精選專輯。於2016年9月14日發行。唱片公司為Sony Music Associated Records。

## 概要
- Flower出道以來首張精選輯，亦是六人體制後首張專輯。若單純以專輯作品計算，距離原創專輯《花時計》發行相隔約1年半。
- 同時以「2CDs+2Blu-rays」、「2CDs+2DVDs」和「2CD」3種版本發行。「2CDs+2Blu-rays」和「2CDs+2DVDs」的初回版本採用特別包裝並附送56頁寫真書，而所有版本的初回版本也附有「Playpass」序號。
- CD方面，Disc 1收錄第1張單曲《Still》至第12張單曲《溫柔滿溢》當中13首A面曲和2首新曲，共15首曲目。Disc 2收錄了多首B面曲和專輯收錄曲。
  - 《瞳孔深處的銀河》發行以前的A面曲、B面曲、專輯收錄曲的版本均不是原版，而是收錄由主唱鷲尾伶菜重新灌錄已退出組合的前主唱武藤千春和市來杏香部分的新版，並被冠以「Version 2016」作為區別。
  - 新曲《只因經歷比他人更悲傷的戀愛》為此專輯的主打曲目。
- Blu-ray和DVD則收錄總共16首音樂錄像及紀錄片《THIS IS Flower ～True Story of Flower Garden～》。
- 在9月26日於Oricon公信榜專輯週排行榜取得第1位，成為Flower出道以來首張Orcion公信榜週榜銷量排名第一的專輯。

## 收錄內容

### CD（Disc 1）
A-side Collection
1. Still（version 2016）

1st單曲
2. SAKURA後悔（version 2016）（SAKURAリグレット）
（作詞：松尾潔、作曲・編曲：中野雄太）
2nd單曲
3. forget-me-not ～勿忘我～（version 2016）（forget-me-not ～ワスレナグサ～）
（作詞：川村結花、作曲：三橋隆幸、編曲：Jin Nakamura）
3rd單曲
4. 恋人是圣诞老人（version 2016）（恋人がサンタクロース）
（作詞・作曲：松任谷由実、編曲：Maestro-T）
4th單曲
5. 太陽和向日葵（version 2016）（太陽と向日葵）
（作曲：Hiroki Sagawa 作詞：小竹正人、編曲：POCHI）
5th單曲
6. 白雪公主（version 2016）（白雪姫）
（作詞：Masato Odake、作曲：Hiroki Sagawa from Asiatic Orchestra(Vanir)）
6th單曲
7. 熱帶魚的淚（version 2016）（熱帯魚の涙）
（作詞：小竹正人、作曲：SKY BEATZ・FAST LANE、編曲：SKY BEATZ）
7th單曲
8. 秋風的回應（version 2016）（秋風のアンサー）
（作詞：小竹正人、作曲：鈴木まなか(Venir)・Carlos K.、編曲：Carlos K.）
8th單曲
9. 再見、愛麗絲（version 2016）（さよなら、アリス）
（作詞：小竹正人、作曲：Soulife）
9th單曲
10. TOMORROW ～幸福的法則～（version 2016）（TOMORROW 〜しあわせの法則〜）
（作詞：CHARNIN MARTIN、訳詞:片桐和子、作曲：STROUSE CHARLES）
9th單曲
11. Blue Sky Blue（version 2016）
（作詞：michico、作曲・編曲：T.Kura・michico・Albi Albertsson）
10th單曲、高絲「Fashio E-girls實證LIVE」電視廣告歌曲
12. 瞳孔深處的銀河（瞳の奥の銀河）
（作詞：michico、作曲・編曲：T.Kura・michico・Albi Albertsson）
11th單曲、金田一少年之事件簿R片尾曲
13. 溫柔滿溢（やさしさで溢れるように）
（作詞：小倉しんこう・亀田誠治、作曲：小倉しんこう）
12th單曲、電影『植物圖鑑』主題曲
14. 只因經歷比他人更悲傷的戀愛 （他の誰かより悲しい恋をしただけ）
15. 人魚公主（人魚姫）

### CD（Disc 2）
B-side Best
1. CALL（version 2016）

3rd單曲《forget-me-not ～勿忘我～》B面曲
2. Boyfriend -Moonlight version-（version 2016）
5th單曲《太陽和向日葵》B面曲
3. 初戀（version 2016）
E-girls 6th單曲《滿懷歉意的Kissing You》B面曲
4. Dolphin Beach（version 2016）
7th單曲《熱帶魚的淚》B面曲
5. Flower Garden（version 2016）
8th單曲《秋風的回應》B面曲
6. Clover（version 2016）
10th單曲《Blue Sky Blue》B面曲、Recruit「リクナビ進学」電視廣告歌曲
7. Lucky 7（ラッキー7）
11th單曲《瞳孔深處的銀河》B面曲
8. Imagination
11th單曲《瞳孔深處的銀河》B面曲
9. Virgin Snow 〜初心〜
11th單曲《瞳孔深處的銀河》B面曲
10. 繡球花萬花筒（紫陽花カレイドスコープ）
12th單曲《溫柔滿溢》B面曲
11. Dreamin' Together feat. Little Mix（version 2016）
2nd專輯《花時計》主打曲目

### DVD（Disc 3）
All Time Clips
1. Still
2. SAKURA後悔
3. forget-me-not ～勿忘我～
4. 戀人是聖誕老人
5. 太陽和向日葵
6. 白雪公主
7. 初戀
8. let go again feat. VERBAL (m-flo)
9. 熱帶魚的淚
10. 秋風的回應
11. 再見、愛麗絲
12. Dreamin' Together feat. Little Mix
13. Blue Sky Blue
14. 瞳孔深處的銀河
15. 溫柔滿溢
16. 只因經歷比他人更悲傷的戀愛

### DVD（Disc 4）
Documentary
1. THIS IS Flower ～True Story of Flower Garden～

## 外部連結
Flower官方網站（页面存档备份，存于）（日語）